# Соломенный любовник
«Соломенный любовник» — французский кинофильм 1950 года (вышел в 1951).

## Сюжет
Жизель, жена производителя оружия Гастона Сарразена де Фонтенуа, имеет любовника Джимми, работающего на фабрике её мужа. Чтобы скрыть эту связь, она заводит «соломенного любовника» Станисласа, друга Джимми. Гастон уверен в их любовной связи и, чтобы нейтрализовать соперника, берёт его к себе на работу...

## В ролях
- Альфред Адам — Гастон Сарразен де Фонтенуа, торговец оружием
- Габи Сильвия — Жизель Сарразен де Фонтенуа, его жена
- Андре Версини — Джимми, рабочий на фабрике Гастона, любовник Жизели
- Жан-Пьер Омон — Станислас Мишодье, друг Джимми
- Луи де Фюнес — психиатр Бруно